# Jünkang-barlangok
A Jünkang-barlangok (kínai:雲崗石窟, pinjin: Junkang siku, korábban Vucsousan-barlangok) ősi kínai buddhista barlangtemplomok Tatung városa mellett, Sanhszi tartományban, Kínában. A sziklába vágott építészet kiváló példái, Kína három ősi buddhista szobrászati helyszínének egyike. A másik kettő a Lungmen és a Mokao-barlangok.
A helyszín mintegy 16 km-re található nyugatra Tatung városától, a Si Li-folyó völgyében, a Vucsou hegyekben. Az 5-6. századi helyszín 252 barlangból áll, amelyekben összesen több mint 51 000 Buddha-szobor és szobrocska található. 2001-ben Jünkang-barlangokat az UNESCO világörökségi helyszínnek nyilvánította. A Jünkang-barlangokat az UNESCO a korai kínai buddhista barlang művészet egyik remekműveként jellemezte, amely sikeresen ötvözte a dél- és közép-ázsiai buddhista vallásos szimbolikus művészetet a kínai kultúra hagyományaival. A helyszínt AAAAA látványossági területnek sorolta be a Kínai Nemzeti Turisztikai Adminisztráció.

## Története

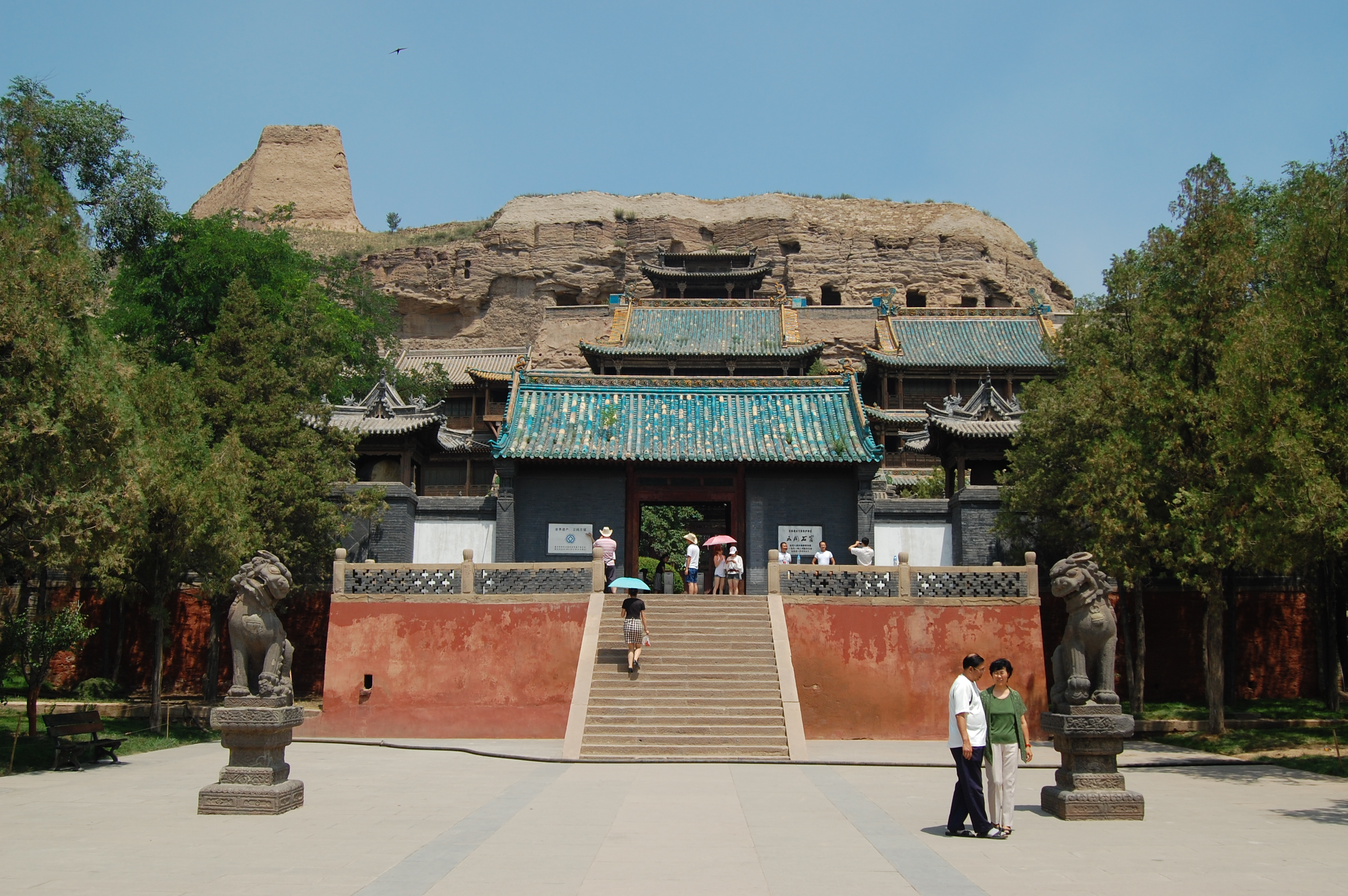
A barlangok bejárata

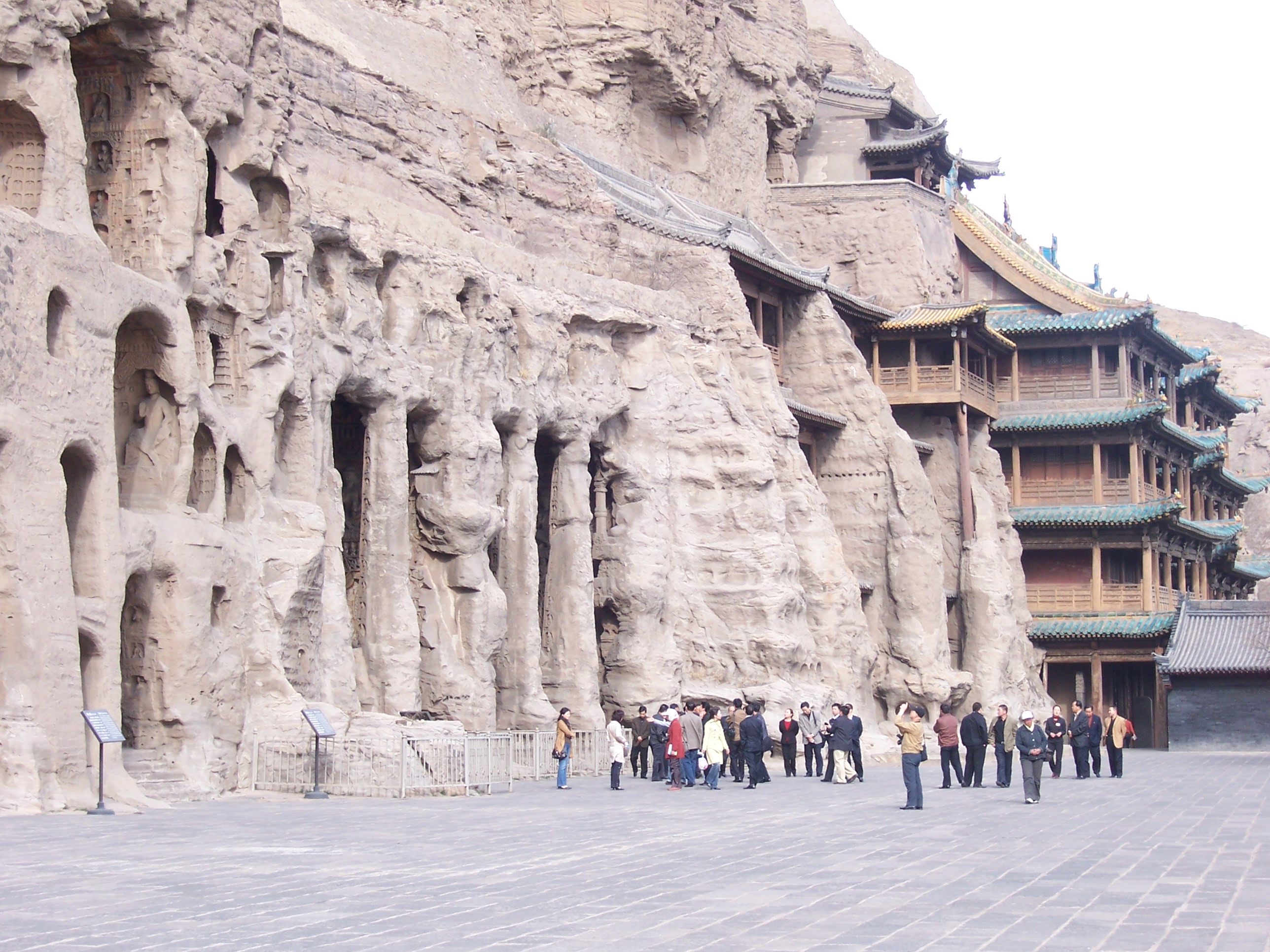
A 9-es barlang

A Csin-dinasztia bukása után Kína északi területei fölött az Északi-Vej vette át az irányítást. Ők alapították Pingcseng városát, mai nevén Tatung, amelyet kineveztek fővárosnak is. A kivételezett pozícióba került település lendületes fejlődésnek indult. Az uralkodók először felvették a buddhizmust államvallásként, amely az északi selyemúton keresztül érkezett erre a területre. Ez a mintegy 2600 km hosszú útvonal összekötötte az ősi kínai fővárost Hsziant a Nyugattal.
A vésési munkálatok ezen korai szakasza az i. sz. 465-ig tartottak. Ezeket ma a 16-20. barlangoknak nevezik. 471-től kezdve kezdődött az építkezések második nagy hulláma, amely 494-ig tartott. Az 5-6, a 7-8 és 9-10-es ikerbarlangok, valamint a 11, 12, és feltehetően a 13-as barlangok a császári udvar felügyelete és támogatása mellett készültek. Az uralkodói patronázs 494-ben véget ért, amikor a Vej udvar áttette székhelyét az új fővárosba, Lojangba. Az összes többi barlang magántámogatók segítségével jött létre az építkezések harmadik fázisában. Ez 525-ig tartott, amikor a területen végleg befejeződtek a munkálatok helyi felkelések miatt.
Az erős környezeti hatásoknak kitett barlangok megőrzéséért a következő évszázadokban több kísérletet tettek. A Liao-dinasztia idején a barlangok szobrait valamelyest renoválták és 1049 és 1060 között megépült „Jünkang tíz temploma”, a fő barlangok megvédése érdekében. Mintegy 60 évvel később azonban elpusztultak mégis egy tűzvész következtében. Az 5-ös és 6-os barlangok előtti, máig fennmaradt faépületeket 1621-ben építették, a Csing-dinasztia korai éveiben. Az 1950-es évek óta a repedéseket betömték és erdősítéssel igyekeztek védekezni az erózió és a homokviharok ellen.

## Galéria

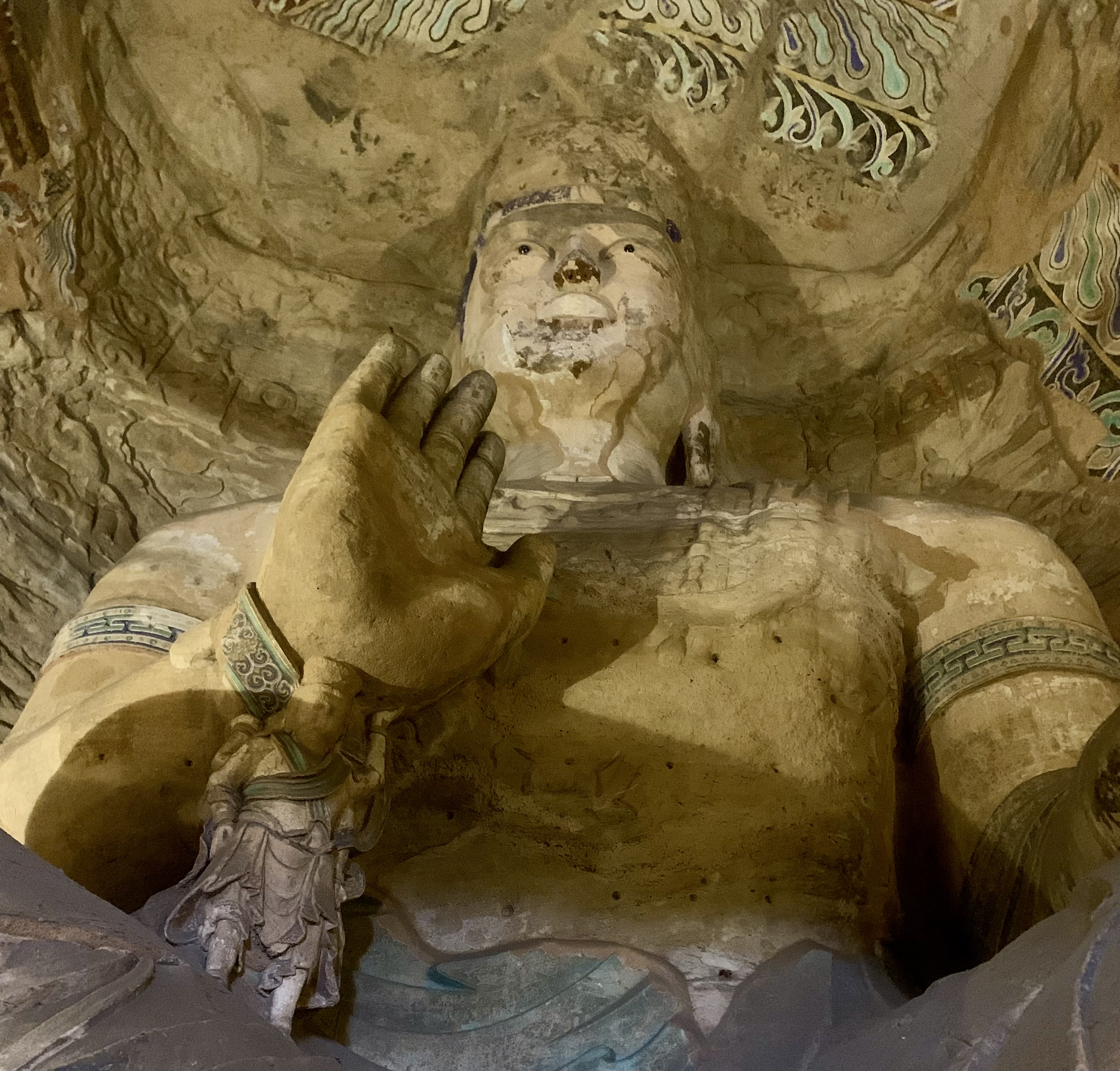
13. barlang
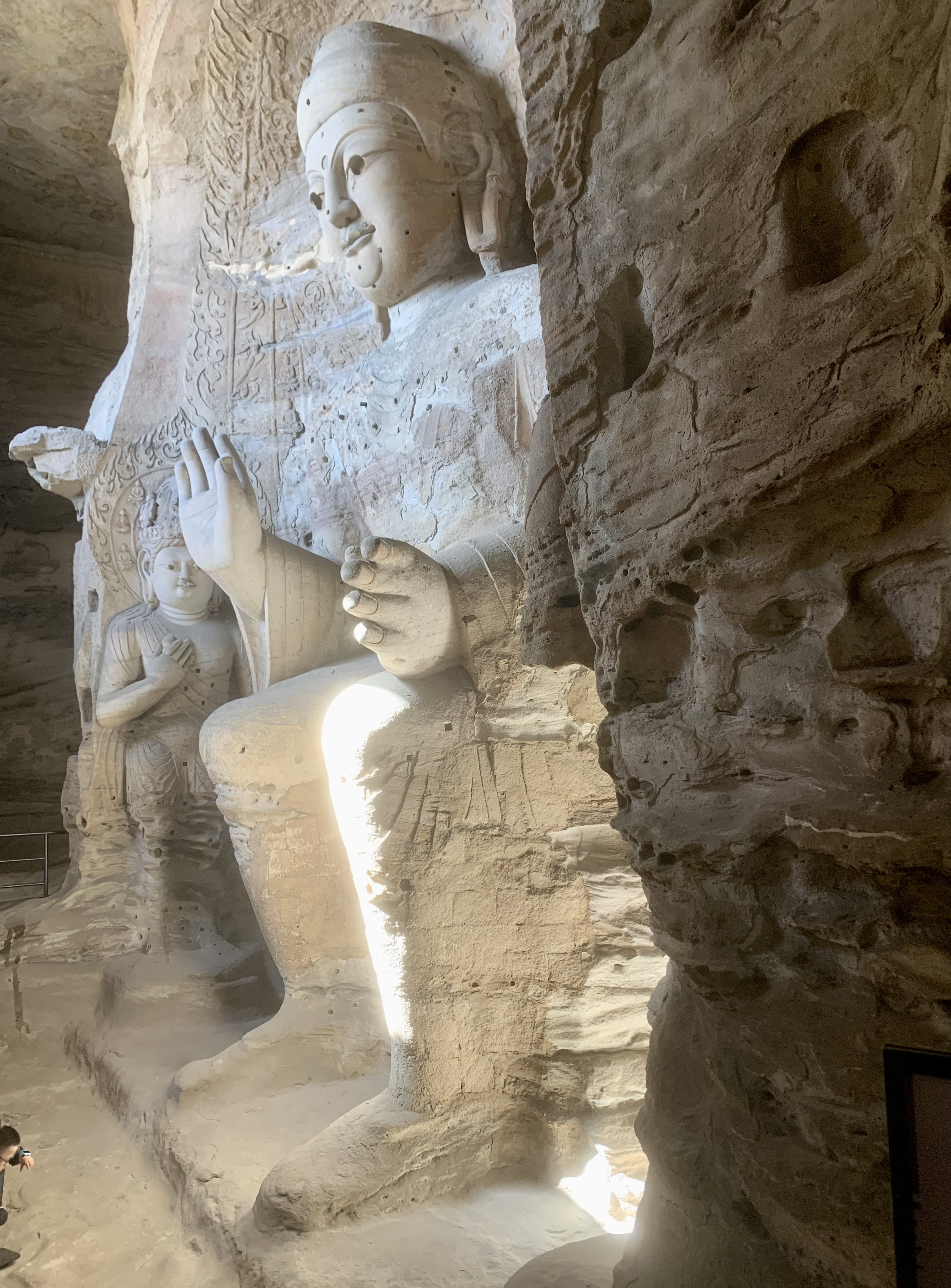
3. barlang
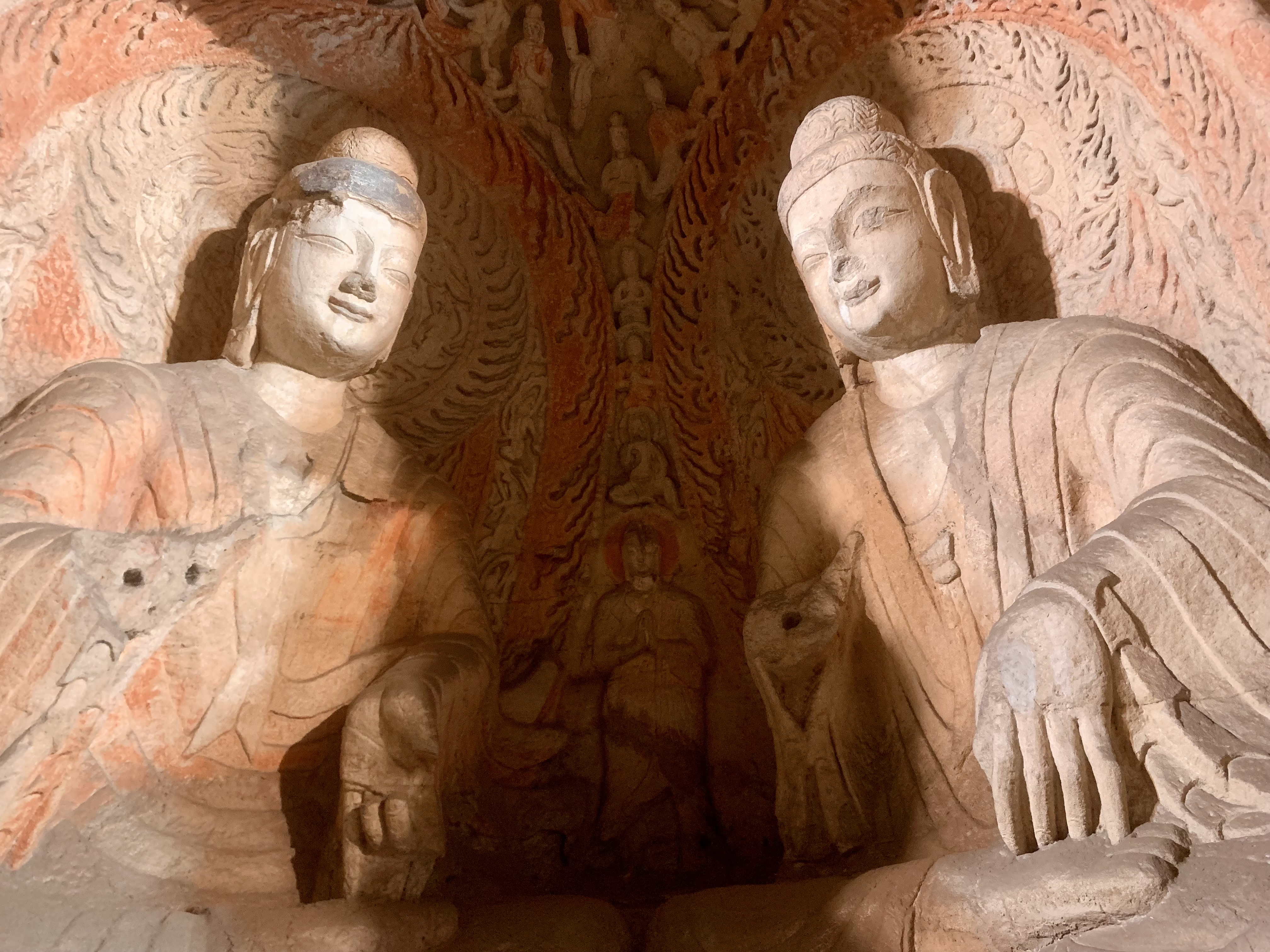
Szobrok
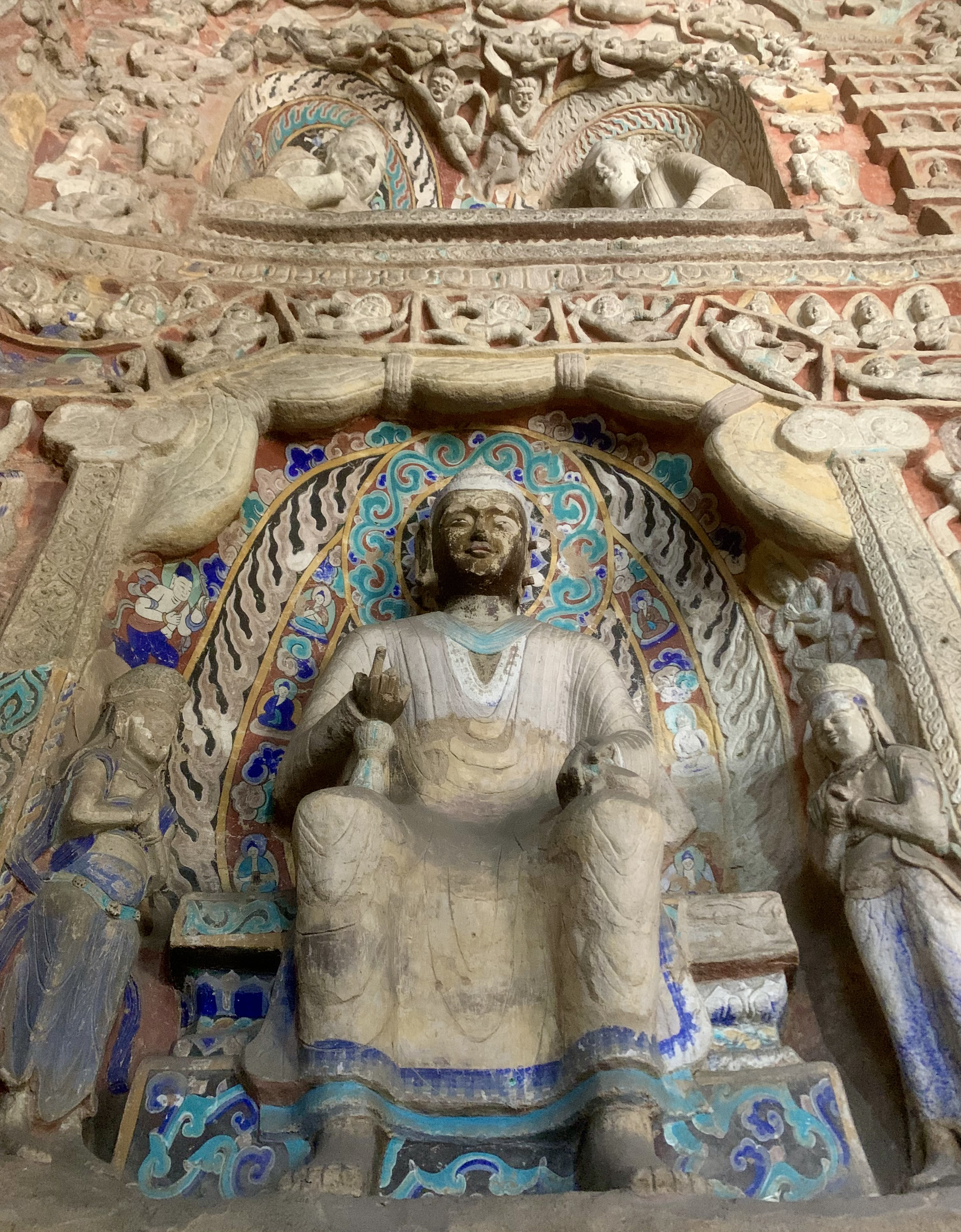
Barlangbelső
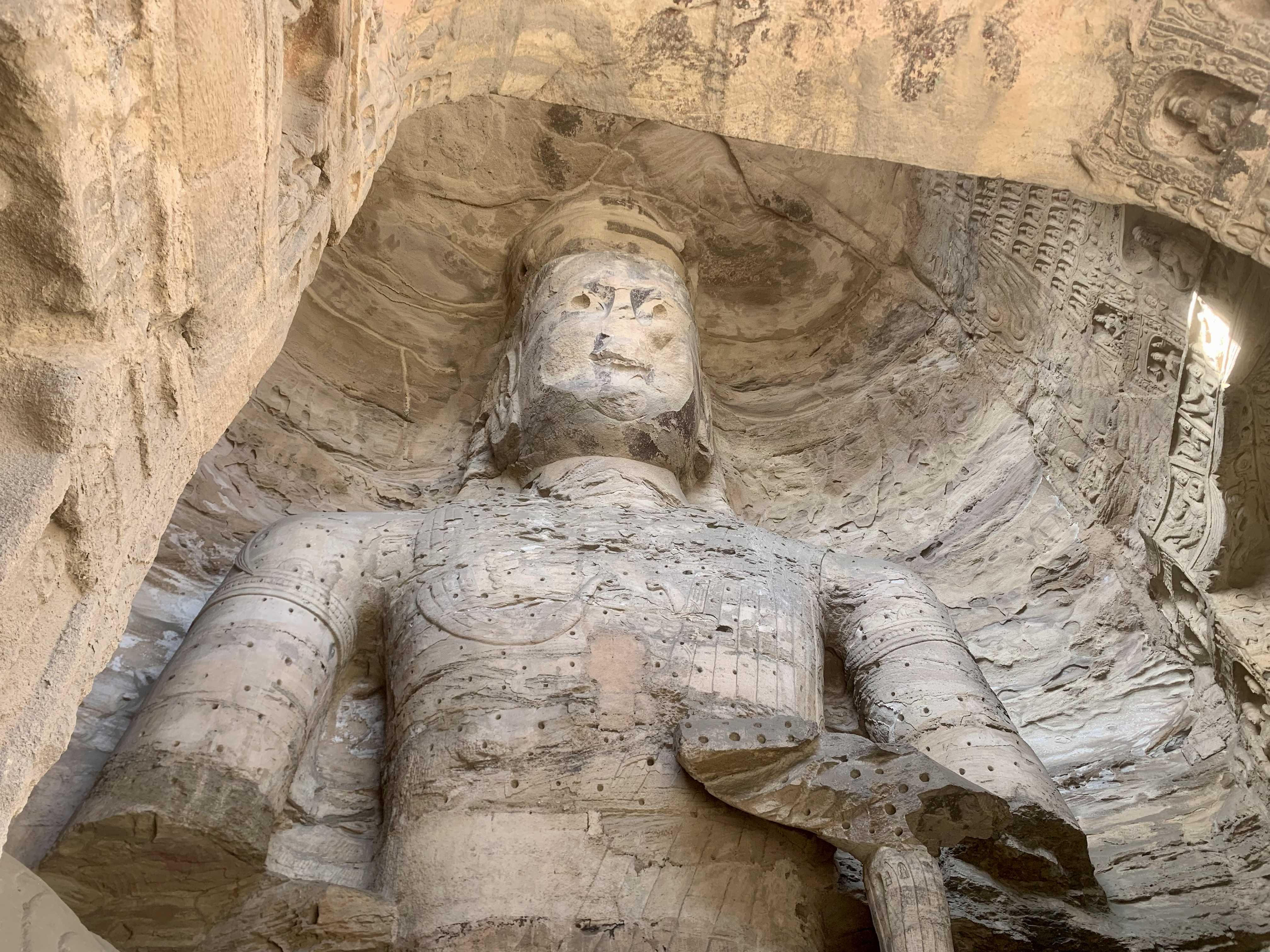
17. barlang
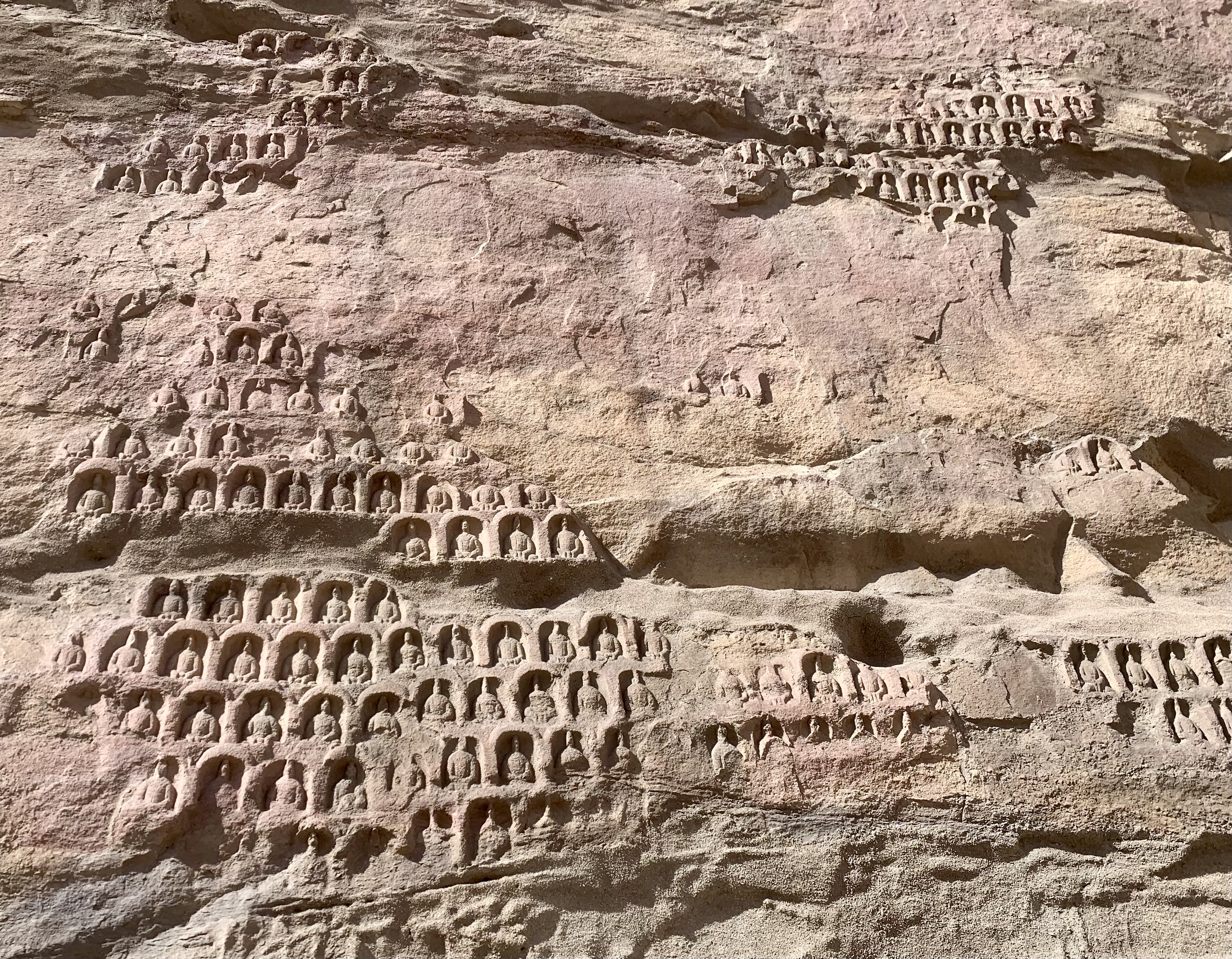
Minibuddhák
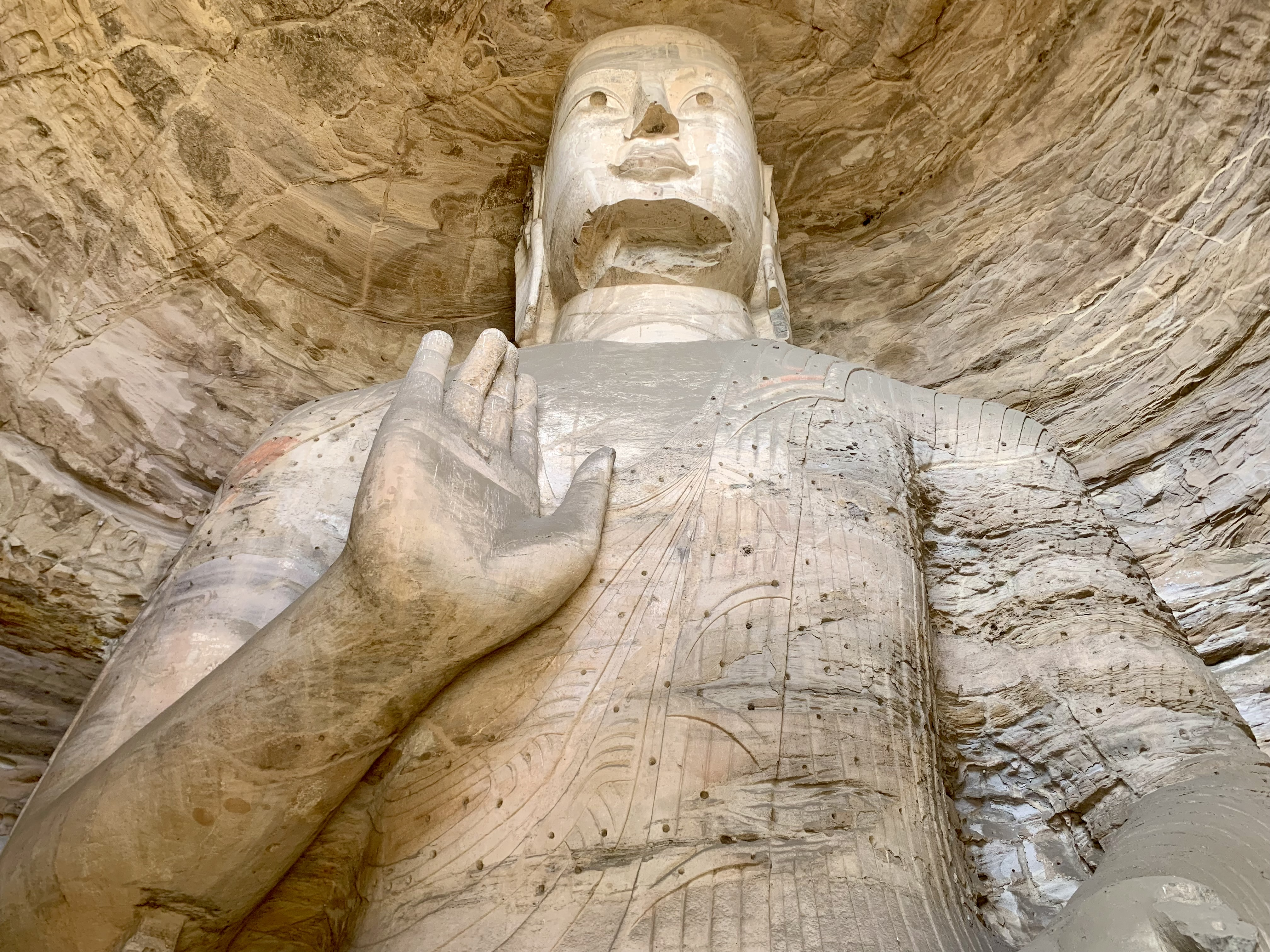
19. barlang
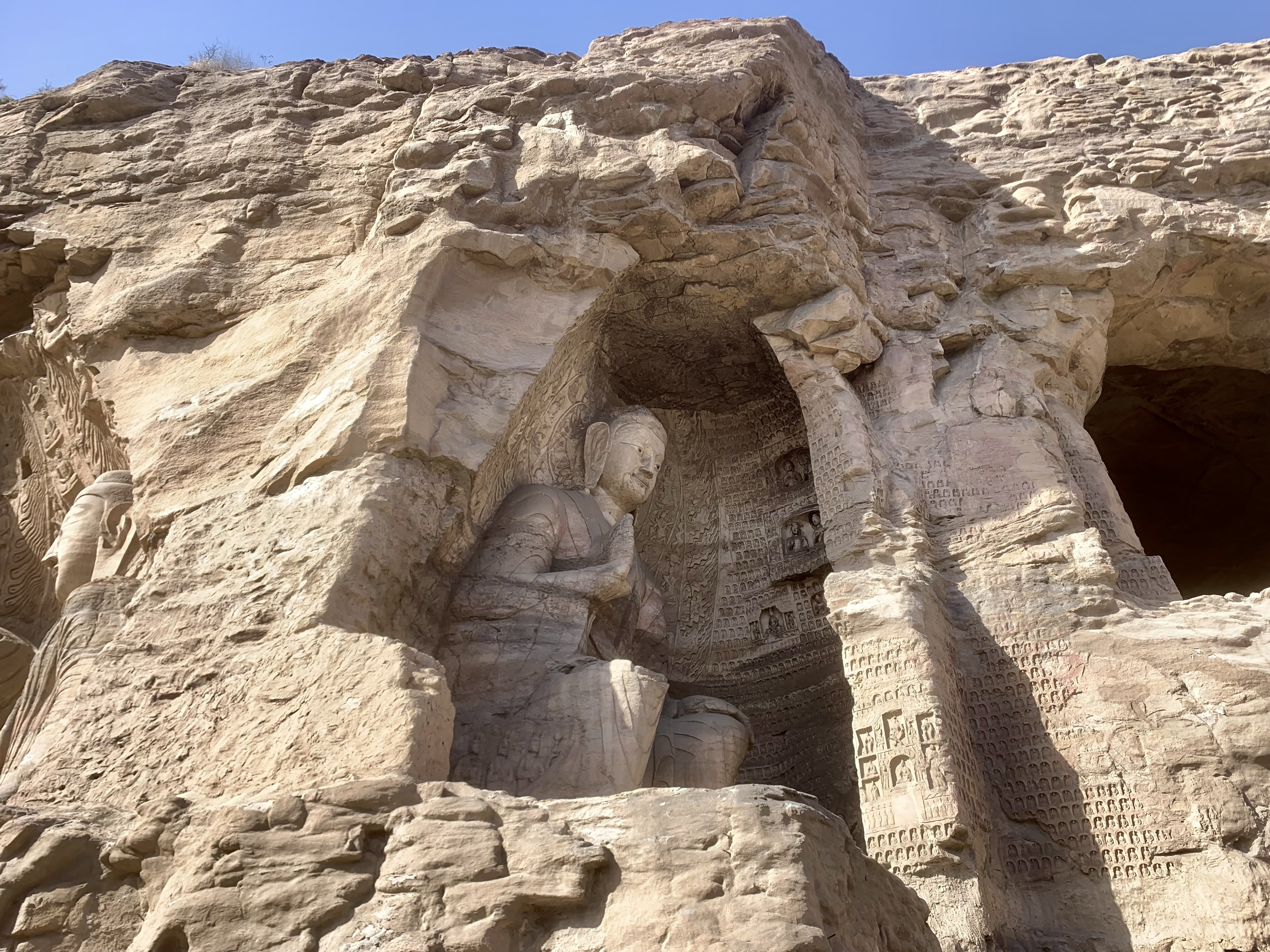
20. barlang
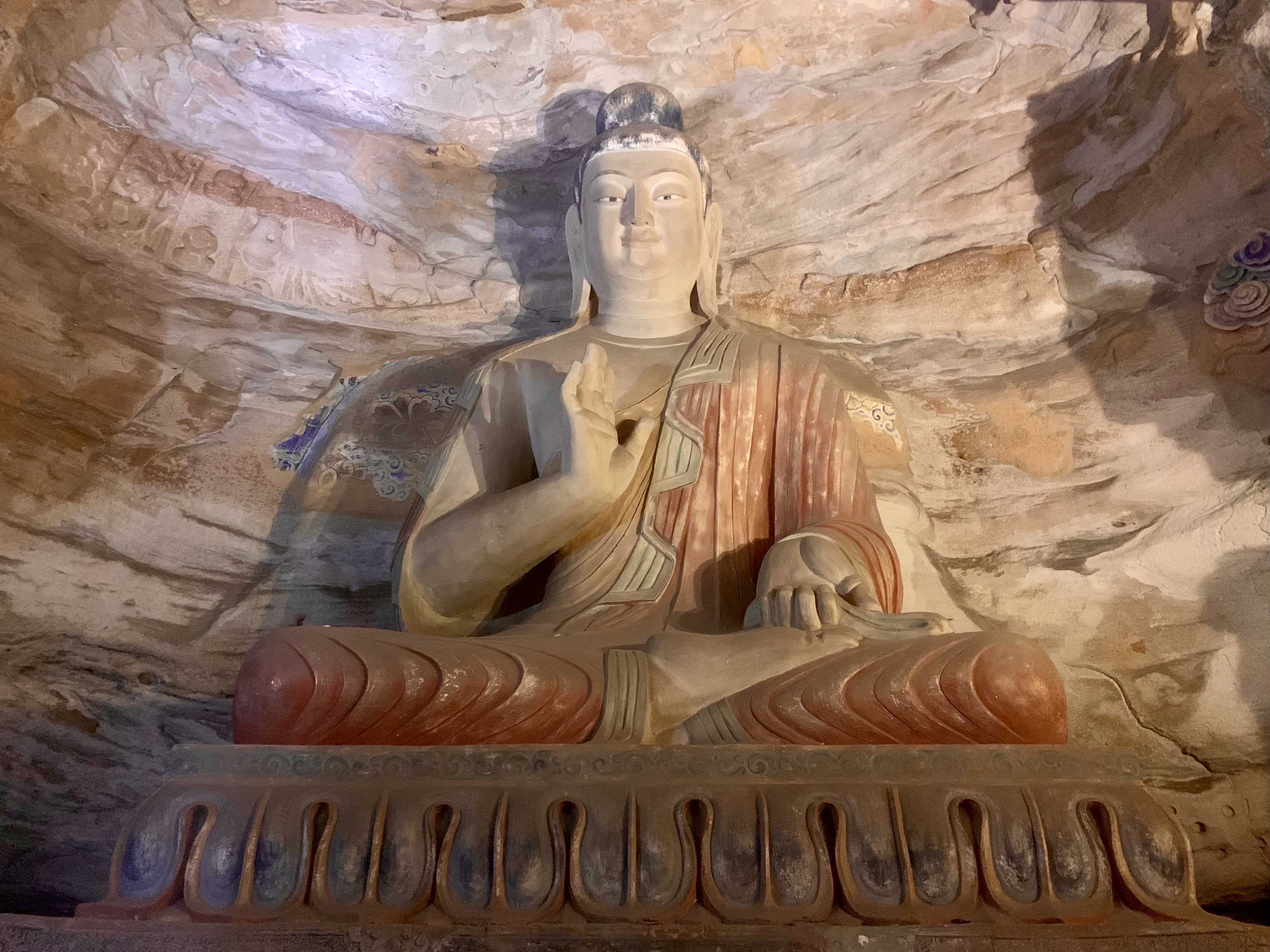
Barlangbelső
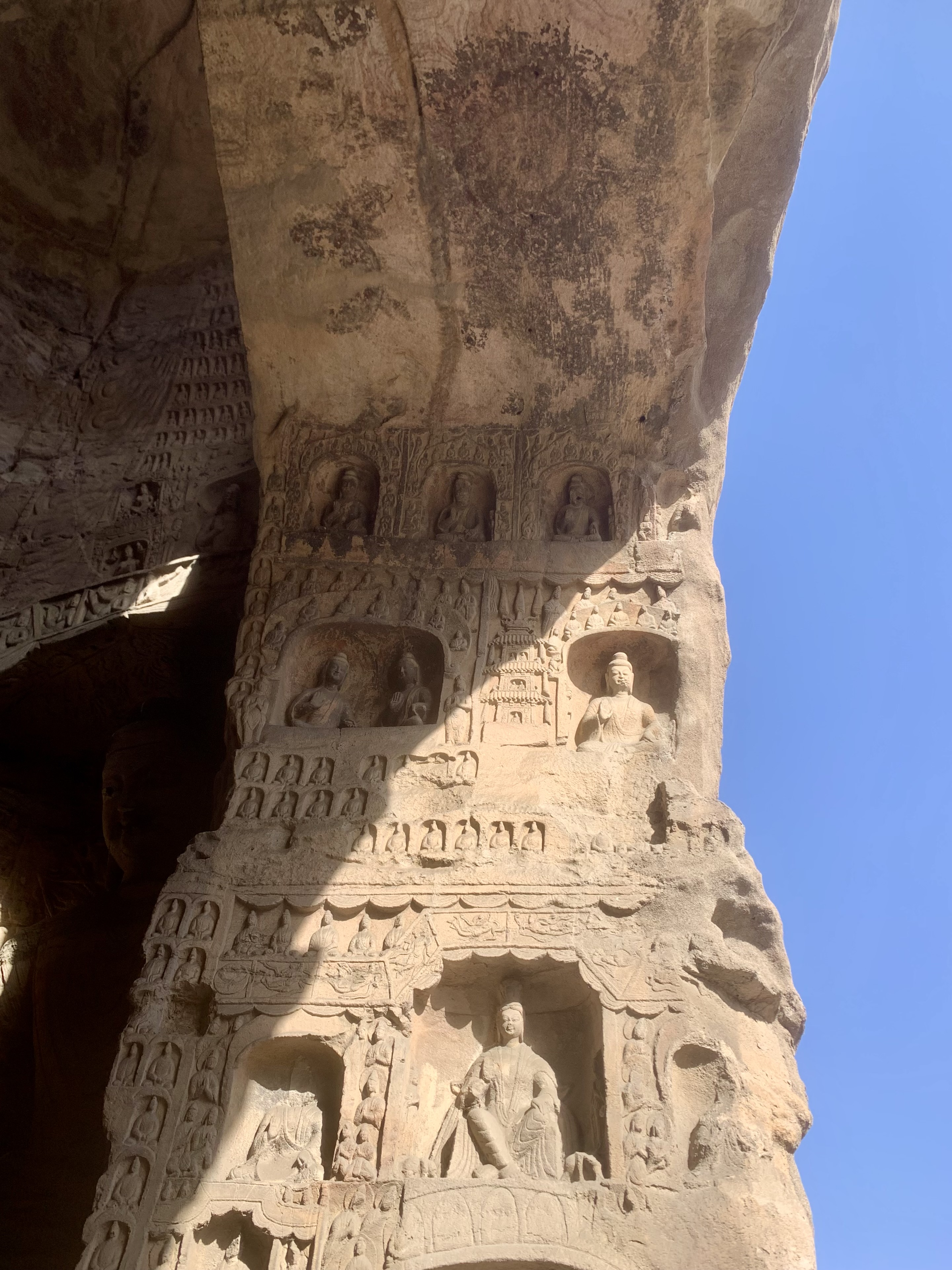
Minibuddhák
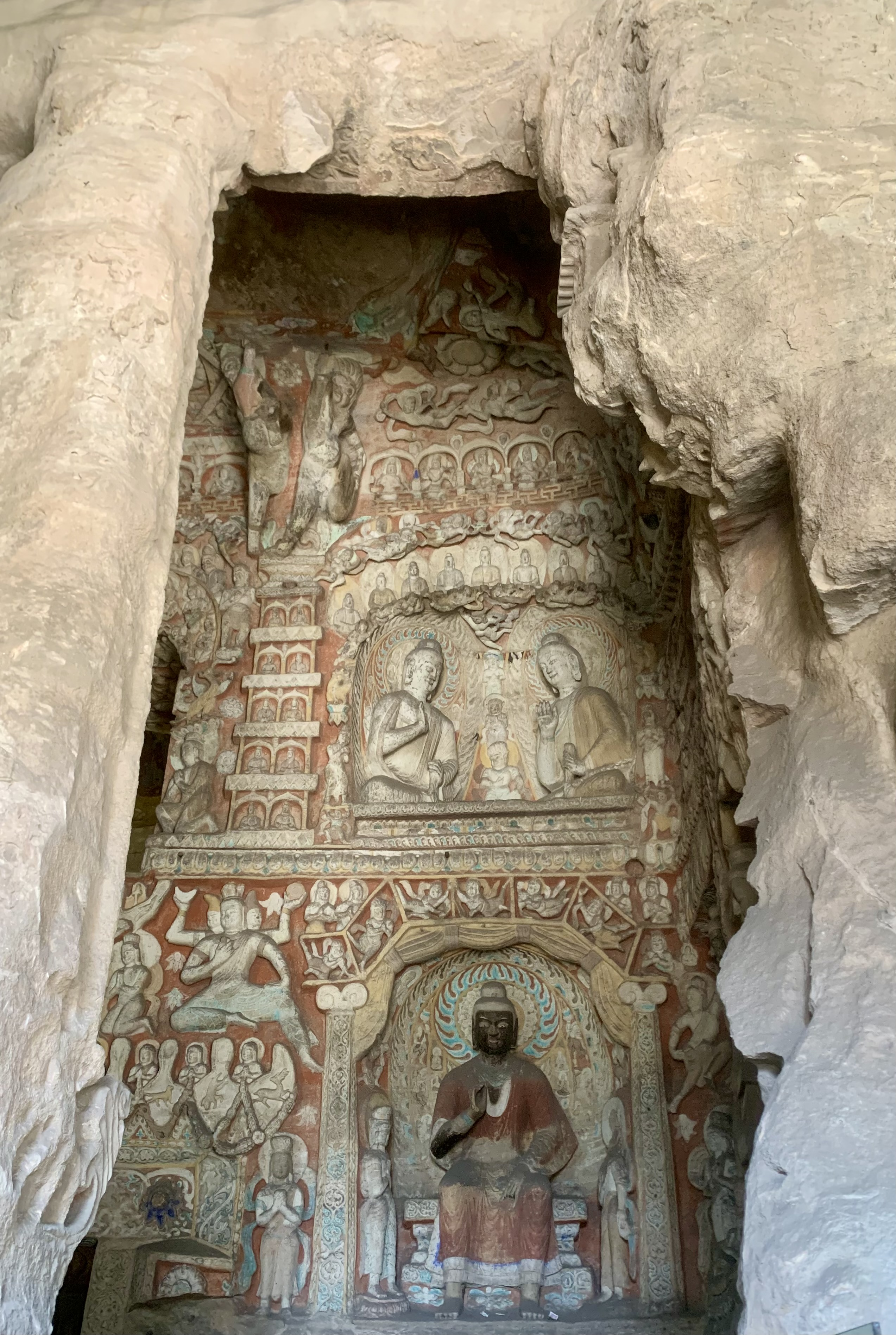
Barlangbelső

### Külső hivatkozások
- Official website (kínaiul)
- UNESCO World Heritage page about Yungang Grottoes
- Protecting the Yungang Grottoes from Air Pollution Damage